# Acte éclairé
Zasada acte éclairé (fr. akt rozjaśniony) – zasada prawa wspólnotowego Unii Europejskiej, powiązana z zasadą pytań prejudycjalnych, która mówi, że jeśli Trybunał Sprawiedliwości Unii Europejskiej wydał już wcześniej orzeczenie w sprawie wykładni danego przepisu prawa wspólnotowego, to ma ono zastosowanie również w późniejszych przypadkach i podnoszenie pytania prejudycjalnego w zakresie danego przepisu nie jest obowiązkowe, a poprzednie orzeczenie TSUE w tej sprawie jest wiążące.